# Herminia virgata
Herminia virgata är en fjärilsart som beskrevs av Heinrich 1917. Herminia virgata ingår i släktet Herminia och familjen nattflyn. Inga underarter finns listade i Catalogue of Life.